# セノルビ
セノルビ（イタリア語: Senorbì）は、イタリア共和国サルデーニャ州南サルデーニャ県にある、人口約4,900人の基礎自治体（コムーネ）。

## 地理

### 位置・広がり

#### 隣接コムーネ
隣接するコムーネは以下の通り。
- オルタチェーズス
- サン・バジーリオ
- サンタンドレーア・フリーウス
- セーレガス
- シウルグス・ドニガーラ
- スエッリ